# Gattamelata
Erasmo Stefano da Narni, detto il Gattamelata (Narni, 1370 – Padova, 16 gennaio 1443), è stato un condottiero e capitano di ventura italiano, signore di Valmareno.
Fu al servizio prima della Repubblica di Firenze, poi dello Stato Pontificio ed infine della Repubblica di Venezia, da cui ottenne la carica di capitano generale. Abile stratega militare, difese la Serenissima dagli attacchi dei Visconti e riuscì a conquistare la città di Verona.

## Biografia

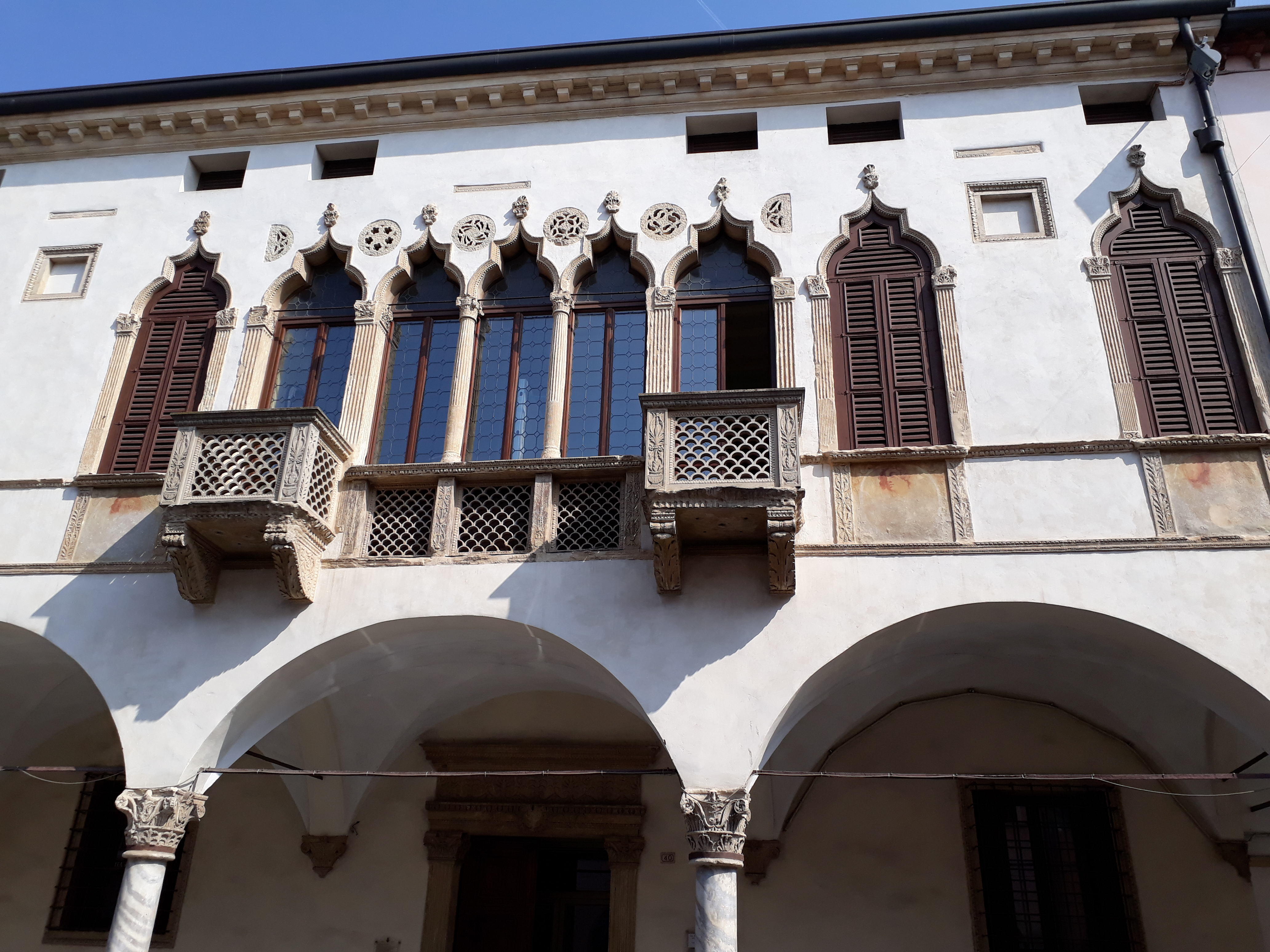
Montagnana, Palazzo Magnavin, presunta residenza del Gattamelata

Erasmo Stefano da Narni nacque nel 1370 a Narni, in Umbria; il padre Paolo era un fornaio di Duesanti, frazione di Todi, mentre la madre Melania, anch'essa di Todi, secondo alcuni diede a Erasmo il principio di quello che sarebbe poi diventato il suo "soprannome", essendo Gattelli il cognome della donna. Costretto dalle sue misere condizioni alla vita militare di basso rango, Erasmo fa il suo esordio nella vita militare militando sotto il nobile di Assisi Ceccolo Broglia, prima di passare, con l'amico Brandolino Conte Brandolini, patrizio forlivese, al servizio di Braccio da Montone, condottiero italiano del XV secolo.
Secondo un suo biografo, Giovanni Eroli, ad Erasmo venne attribuito il nomignolo di Gattamelata «per la dolcezza de' suoi modi congiunta a grande astuzia e furberia, di cui giovossi molto in guerra a uccellare e corre in agguato i mal cauti nemici e pel suo parlare accorto e mite dolce e soave». Altri ritengono invece che il soprannome derivi dal cognome della madre, Melania Gattelli. Secondo una ricerca, l'appellativo Gattamelata può derivare dal cimiero con la forma di una gatta dal colore miele, che il condottiero narnese aveva scelto d'indossare durante le battaglie.
Formatosi alla scuola di Braccio da Montone e di Niccolò Piccinino, militò al servizio della Repubblica di Firenze, dello Stato Pontificio (1427-1434), e infine della Repubblica di Venezia, a cui rimase sempre fedele. Per questo, la Serenissima Repubblica volle riconoscere a lui e al suo compagno d'armi Brandolino Conte Brandolini la signoria di Valmareno, con sede nel "Castello di Costa" di Cison (1436). L'anno successivo, però, intervenne un accordo tra i due, in base al quale Brandolino si ritirava dalle imprese militari ed il Gattamelata rinunciava alla sua parte della signoria di Valmareno.
Durante la sua intensa carriera di uomo d'armi, partecipò a numerose ed importanti operazioni militari quali la repressione della rivolta di Bologna condotta contro il papa da Battista Canedolo, emissario di Filippo Maria Visconti, e la grande campagna nella Lombardia orientale e nel Veneto, ancora contro il Piccinino (1437-1439). In questa campagna, subentrato nel comando generale delle forze veneziane a Gianfrancesco Gonzaga, il Gattamelata attuò un'abile tattica soprattutto difensiva, che si concluse con la riconquista di Verona nel 1439, in cui fu aiutato da Francesco Sforza.

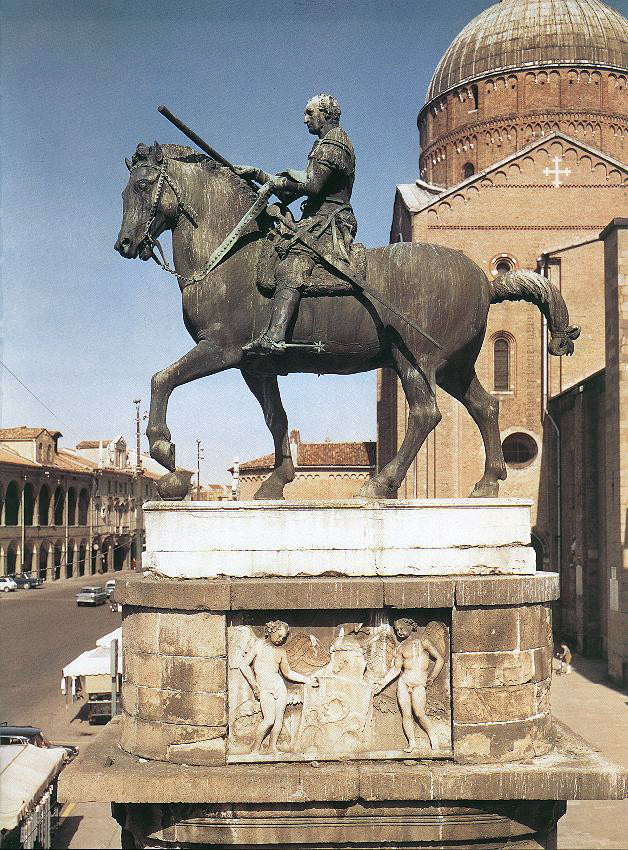
Monumento equestre al Gattamelata (Padova, Piazza del Santo)

L'anno dopo il condottiero, infermo, si ritirò a Padova, dove morì il 16 gennaio 1443. La Repubblica di Venezia lo onorò con l'iscrizione al libro d'oro del patriziato. Particolari le caratteristiche del suo stemma che nel corso della sua lunga carriera di ventura assumono quattro fogge diverse, anche se sempre impostate su due motivi, tre cappi (che potrebbero essere tre trecce di crini di cavallo o corregge di cuoio) e una gatta. Il suo stemma potrebbe anche rappresentare invece tre funi, implicando quindi che forse il padre del Gattamelata le lavorava.
Famoso oltre che per le sue imprese militari per la statua equestre in bronzo fatta da Donatello su commissione della vedova Giacoma della Leonessa, sita a Padova nei pressi della basilica di Sant'Antonio di Padova. Celebre anche la frase "Narnia me genuit / Gattamelata fui", la quale si può leggere incisa in una lapide che si trova presso la casa del Gattamelata a Narni.

## Discendenza
Erasmo Stefano da Narni si sposò nel 1410 con Giacoma da Leonessa († Montagnana, settembre 1466), figlia di Antonio Beccarino Brunori e sorella del condottiero Gentile da Leonessa, la quale gli portò in dote 500 ducati. Da lei ebbe:
- Giannantonio († 1454), figlio primogenito;
- Lucia († post 1475), andata in sposa nel 1430 a Mannadoro Antonio Landi di Todi;
- Polissena, la quale sposò nel 1432 Tiberto Brandolini, figlio del condottiero Brandolino Conte Brandolini;
- Antonia, la quale sposò Lancillotto da Narni;
- Angela, che sposò Zuanne Massei di Narni;
- Todeschina († 1498), che sposò nel 1437 Antonio di Ranuccio (1429-1484) dei conti di Marsciano.